# 鳴海カズユキ
鳴海 カズユキ（なるみ かずゆき、1983年12月13日 - ）は、日本の歌手。熊本県出身。血液型B型。
所属レーベルは日本クラウン。本名は鳴海一幸。姉が二人いる。

## 来歴
- 1998年 高校を中退し、単身上京。
- 2002年 雷波少年（日本テレビ）の企画「ラストソング」でJEWELRYのパク・ジョンアーと在日韓国人3世の秦昌寛（チン・チャンガン）の3人でバンド「Asian H」を結成して曲を作りながら旅をした。作った曲は2002 FIFA ワールドカップ公式アルバムに収録された。
- 2003年10月 「つばさ」でソロデビュー。

## CD

### シングル
- 「つばさ」   （2003.10.01）
- 「Love&Love」（2004.1.21） {PVには木村カエラが出演。}

### アルバム
- 「Love and …」（2004.2.25）